# Ximèn III d'Urrea
Ximèn III d'Urrea (? - ?). Noble aragonès del llinatge dels Urrea. Segon Baró d'Alcalatén. Emparentat amb Ximeno II d'Urrea i Pero Ximénez d'Urrea.

## Núpcies i descendents
Es casà en primeres núpcies amb Toda Perez Cornel, i tinguerén quatre fills:
- Ximeno IV d'Urrea.
- Johan Ximénez d'Urrea, tercer baró d'Alcalatén, es casà amb Teresa d'Entença, tingueren una filla Toda Perez d'Urrea i d'Entença, que es casà amb Artal V d'Alagón.
- Lope Ximénez d'Urrea.
- Miguel Ximénez d'Urrea, bisbe de Tarassona (1309-1317)